# Albertine Sarges
Albertine Sarges (* 1987 in Berlin-Kreuzberg) ist eine deutsche Musikerin.

## Leben
Sarges wuchs in dem Berliner Stadtteil Kreuzberg auf, wo sie an der Leibniz Oberschule ihr Abitur machte. Sie studierte Musikwissenschaft in Leipzig, Rom und Berlin. In Rom gründete sie gemeinsam mit Lo Selbo die Band Itaca (jetzt Ostia), mit der sie fast ausschließlich in Italien tourte und zwei Alben herausbrachte. Vor ihrer Solokarriere war sie hauptsächlich als Gitarristin, Keyboarderin und Sängerin in anderen Projekten tätig und arbeitete mit einer Vielzahl in Berlin lebender Künstler zusammen (darunter Kat Frankie, Holly Herndon, Tristan Brusch, Stella Sommer, Christiane Rösinger). Ihr intensives Tourleben fand vorübergehend durch den globalen Lockdown ein Ende. Ihre Zeit nutzte sie, um sich der Vogelkunde zu widmen, ein Hobby, das ihr seitdem sowohl eine kreative als auch eine emotionale Zuflucht bietet. Sarges komponiert des Weiteren Soundtracks und Lieder für das Theater. Sie lebt und arbeitet in Berlin, wo sie sich auch stark mit der lokalen Musikszene vernetzt.

## Wirken
Sarges ist für ihre experimentelle und genreüberschreitende Musik bekannt, die sich durch eine Mischung aus Post-Punk, Dream-Pop und dynamischen Gitarrenklängen auszeichnet. Ihr Debütalbum The Sticky Fingers (2021; Moshi Moshi Records) spiegelt ihre Gedanken zu feministischer Theorie, Bisexualität, Geschlechterstereotypen und psychischer Gesundheit wider. Ihre Musik, oft humorvoll und selbstreflektierend, bietet ihr eine Plattform zur Diskussion individueller und gesellschaftlicher Themen.   Sarges variiert oftmals ihre musikalischen Stile, was sich besonders auf ihrer EP Family of Things (2023; Moshi Moshi Records) zeigt. Ihre Arbeit wurde beim Pop-Kultur Festival in Berlin gefeiert. Sie trat bei Ereignissen wie dem CTM Festival (2018), dem Immergut Festival (2021) und bei Das Fest (2024) auf.

## Diskografie
- 2015: Itaca: Big in Itaca (EP, self released)
- 2017: Itaca: Itaca Mi Manchi (LP, Aloch Dischi)
- 2021: Albertine Sarges: The Sticky Fingers (LP, Moshi Moshi Records)
- 2023: Albertine Sarges: Family of Things (EP, Moshi Moshi Records)
- 2024: Ostia: Europop (LP, INTRNT EXPLRR)
- 2025: Albertine Sarges: Girl Missing (LP, Moshi Moshi Records)